# Кюнеозавр
Кюнеозавр (лат. Kuehneosaurus latus) — вид вымерших пресмыкающихся из семейства Kuehneosauridae, единственный в роде Kuehneosaurus. Известен из отложений верхнего триасового периода (норийский ярус) юго-западной Англии.
Длина тела голотипа составляет 72 см. Голова и шея короткие. Шейные позвонки укороченные, что характерно для эолацертилий и ящериц. Наиболее примечательной особенностью животного являются его удлинённые рёбра длиной до 14,3 см. Они поддерживали кожистую мембрану, способную расправляться в виде крыльев и действующую по типу парашюта, что позволяло рептилии совершать пассивный полёт между соседними деревьями. Верхняя поверхность «крыльев» была выпуклой, а нижняя вогнутой, что создавало жёсткую аэродинамическую конструкцию, приспособленную для планирования. При этом заднегрудные позвонки и заднетуловищный отдел тела удлинены, а переднегрудные позвонки с рёбрами, крепящимися к грудине, переднетуловищный отдел и грудная клетка крайне укорочены. Столь специализированное строение, очевидно, функционально обусловлено.